# Madonne-et-Lamerey
Madonne-et-Lamerey is een gemeente in het Franse departement Vosges (regio Grand Est) en telt 384 inwoners (1999). De plaats maakt deel uit van het arrondissement Épinal.

## Geografie
De oppervlakte van Madonne-et-Lamerey bedraagt 7,1 km², de bevolkingsdichtheid is 54,1 inwoners per km².
De onderstaande kaart toont de ligging van Madonne-et-Lamerey met de belangrijkste infrastructuur en aangrenzende gemeenten.

## Demografie
Onderstaande figuur toont het verloop van het inwonertal (bron: INSEE-tellingen).
Les Ableuvenettes · Ahéville · Bainville-aux-Saules · Bazegney · Begnécourt · Bettegney-Saint-Brice · Bocquegney · Bouxières-aux-Bois · Bouzemont · Circourt · Damas-et-Bettegney · Derbamont · Dompaire · Gelvécourt-et-Adompt · Gorhey · Gugney-aux-Aulx · Hagécourt · Harol · Hennecourt · Jorxey · Légéville-et-Bonfays · Madegney · Madonne-et-Lamerey · Maroncourt · Racécourt · Regney · Saint-Vallier · Vaubexy · Velotte-et-Tatignécourt · Ville-sur-Illon
1. ↑  Populations de référence 2022.